# Torsten Spanneberg
Torsten Spanneberg (Halle sul Saale, 13 aprile 1975) è un ex nuotatore tedesco.
Ha partecipato a due edizioni olimpiche: Sydney 2000 e Atene 2004, vincendo una medaglia di bronzo nella staffetta 4x100 m misti.
Si ritirerà dopo le Olimpiadi di Pechino 2008

## Palmarès
- Olimpiadi

Sydney 2000: bronzo nella 4x100m misti.
- Mondiali

Fukuoka 2001: argento nella 4x100m misti e bronzo nella 4x100m sl.
- Mondiali in vasca corta

Rio de Janeiro 1995: argento nella 4x200m sl.
- Europei

Vienna 1995: oro nella 4x200m sl, argento nei 100m sl e nella 4x100m sl e bronzo nei 50m sl.
Siviglia 1997: argento nella 4x100m sl.
Berlino 2002: oro nella 4x100m sl.